# Phóng điện cục bộ
Trong ngành kỹ thuật điện, hiện tượng PD - Phóng điện cục bộ (Partial Discharge) là hiện tượng phóng điện một phần nhỏ trong vật liệu cách điện của các thiết bị trung và cao thế.
PD là kết quả của sự phá huỷ về điện được hình thành do có các khe hở không khí bên trong lớp cách điện.
Theo hiệp hội phòng chống cháy nổ (NFFA 70B), nguyên nhân cơ bản của những sự cố về điện ở thiết bị điện trung và cao thế là do hư hỏng về lớp cách điện.
Trong các thiết bị trung và cao thế, PD là tín hiệu nhận biết của hư hỏng lớp cách điện. Không như hiện tượng phóng điện vầng quang (Corona Discharge) có thể nhận biết được ở bên ngoài vật liệu cách điện, thì phóng điện cục bộ xảy ra bên trong và không thể nhận ra được.
Phóng điện cục bộ có thể xảy ra trong cách điện chất khí, chất lỏng, hoặc rắn. Nó thường xảy ra bên trong các bóng khí, khoảng hở cách điện trong cách điện epoxy hay bong bóng khí trong dầu máy biến áp. Phóng điện cục bộ trong thời gian dài có thể dẫn đến hao mòn cách điện và cuối cùng gây ra hiện tượng chạm chập bên trong cách điện.